# Klassisches Runge-Kutta-Verfahren
Das klassische Runge-Kutta-Verfahren (nach Carl Runge und Wilhelm Kutta) ist ein spezielles explizites 4-stufiges Runge-Kutta-Verfahren zur numerischen Lösung von Anfangswertproblemen (Gewöhnliche Differentialgleichungen). Eine abkürzende Bezeichnung dieses Verfahrens lautet RK4. Runge hat als erster (1895) ein mehrstufiges Verfahren angegeben und Kutta die allgemeine Form expliziter s-stufiger Verfahren.
Das klassische Runge-Kutta-Verfahren verwendet – wie die weitaus meisten numerischen Lösungsverfahren für Differentialgleichungen – den Ansatz, Ableitungen (Differentialquotienten) durch Differenzenquotienten zu approximieren. Die dabei bei nichtlinearen Funktionen notwendigerweise auftretenden Fehler (es werden sämtliche höheren Glieder der Taylor-Entwicklung vernachlässigt) können durch geeignete Kombinationen verschiedener Differenzquotienten reduziert werden. Das klassische Runge-Kutta-Verfahren ist eine solche Kombination, die Diskretisierungsfehler bis zur dritten Ableitung kompensiert.

## Details

Das klassische Runge-Kutta-Verfahren mittelt in jedem Schritt vier Hilfssteigungen (rot)

Sei
{\displaystyle y'(t)=f\left(t,y(t)\right),\quad y(t_{0})=y_{0},\quad y\colon \mathbb {R} \to \mathbb {R} ^{d}}
ein Anfangsproblem 1. Ordnung. 
Mit der Schrittweite {\displaystyle h} besitzt das klassische Runge-Kutta-Verfahren zur Berechnung der Näherung {\displaystyle u_{i+1}\approx y(t_{i+1})} die Verfahrensfunktion
{\displaystyle \Phi (t_{i},u_{i},h,f)={\frac {1}{6}}(k_{1}+2k_{2}+2k_{3}+k_{4})}
mit
{\displaystyle {\begin{aligned}k_{1}&=f(t_{i},u_{i}),\\k_{2}&=f(t_{i}+{\frac {h}{2}},u_{i}+{\frac {h}{2}}k_{1}),\\k_{3}&=f(t_{i}+{\frac {h}{2}},u_{i}+{\frac {h}{2}}k_{2}),\\k_{4}&=f(t_{i}+h,u_{i}+hk_{3}).\end{aligned}}}
Die Rekursionsgleichung zur Berechnung der Näherung lautet dann
{\displaystyle u_{i+1}=u_{i}+h\cdot \Phi (t_{i},u_{i},h,f)=u_{i}+h\cdot {\frac {1}{6}}\left(k_{1}+2k_{2}+2k_{3}+k_{4}\right),\quad i=0,1,\dots }
Das Verfahren benötigt in jedem Schritt der Rekursion vier Auswertungen der Funktion {\displaystyle f}. Für mindestens viermal stetig differenzierbares {\displaystyle f} zeigt eine Taylor-Entwicklung nach der Schrittweite {\displaystyle h}, dass es sich bei dem klassischen Runge-Kutta-Verfahren um ein Verfahren mit Konsistenzordnung 4 handelt.
Die charakteristischen Koeffizienten des Verfahrens können in einem Butcher-Tableau zusammengefasst werden zu:
{\displaystyle {\begin{array}{c|cccc}0&&&&\\1/2&1/2&&&\\1/2&0&1/2&&\\1&0&0&1&\\\hline &1/6&1/3&1/3&1/6\end{array}}}